# 波積ダム
波積ダム（はづみダム）は、島根県江津市、一級河川江の川水系 都治川に建設されたダムである。
島根県が管理を行うダムであり、江津市東部の都治川沿川地域の洪水による被害を軽減し（治水）、渇水時でも農業用水や川の環境を守るための水量を確保すること（利水）を目的としとして建設された、高さ48.2メートルの重力式コンクリートダム。ダムによって形成された人造湖は、はづみっ湖（はづみっこ）と命名された。

## 概要
島根県西部を流れる都治川は、江の川の支流である。流域では洪水が頻発しており、1973年（昭和48年）に工事実施基本計画が着手され、
2023年（令和6年）6月に供用が開始された。
ダムに隣接して波積ダム管理所が設置されており、9時から16時30分の間ダムカードの配布を行っている。

## 経緯
- 1968年度 予備調査に着手
- 1973年度 実施計画調査に着手
- 1994年度 建設事業に着手
- 2004年2月 損失補償基準締結
- 2004年度 用地買収及び付け替え道路工事等に着手
- 2005年6月 家屋移転団地完成。（2006年家屋移転完了）
- 2010年～2013年度 ダム検証実施
- 2018年3月 仮排水路トンネル工事着手
- 2018年11月 仮排水路トンネル貫通
- 2018年12月 ダム本体工事契約
- 2019年1月 付替県道及び付替林道（一部区間）を供用開始
- 2019年5月 堤外仮排水路トンネル転流開始。「1次転流」
- 2019年6月 本体建設工事「起工式」を開催
- 2020年10月27日 本体建設工事「初打設式」を開催
- 2021年3月24日 本体建設工事「定礎式」を開催
- 2022年9月2日 本体建設工事「最終打設式」を開催
- 2023年5月 本体建設工事「２次転流：堤外仮排水路トンネルから堤内仮排水路へ転流」
- 2023年10月4日 試験湛水開始
- 2024年3月28日 23時10分 試験湛水の水位が洪水時最高水位に到達
- 2024年4月23日 試験湛水完了
- 2024年6月1日 供用開始
- 2025年3月1日 竣工式典

## アクセス
車で石見福光ICより国道9号井田経由で約15分。
車で江津ICより約20分。
バスでJR江津駅より「岩龍寺の滝入口」バス停下車（石見交通）約30分。バス停よりダムまで徒歩5分。